# Rudi Smidts
Rudi Smidts (Anversa, 12 agosto 1963) è un ex calciatore belga, di ruolo difensore.

## Palmarès

### Club

#### Competizioni nazionali
- Coppa del Belgio: 1

Anversa: 1991-1992